# The Dragon's Secret
Chapter 18: The Dragon's Secret (Capítulo 18: El Secreto del Dragón en América Latina, y El Secreto del Dragón en España), es el décimo octavo episodio de la primera temporada de la serie de televisión animada Scooby-Doo! Misterios, S. A.
El guion principal fue elaborado por los escritores Jed Elinoff y Scott Thomas, mientras Anson Jew se encargó de dibujar el guion gráfico. El proceso de animación corrió a cargo de Kirk Tingblad, con diseño de personajes por Derrick J. Wyatt y Victor Cook estuvo a cargo de la dirección general. El episodio (y la serie en general) fue producido por la compañía Warner Bros. Animation a manera de secuela de la serie original de Hanna-Barbera Productions, Scooby-Doo ¿dónde estás? (1969).
Se estrenó oficialmente en los Estados Unidos el 31 de mayo de 2011 por Cartoon Network. En Hispanoamérica y Brasil, el episodio se estrenó oficialmente el 3 de julio de 2011 a las 17:00 a través de Cartoon Network.

## Argumento
En la ciudad de Macau, una chica asiática se detiene en una tienda de antigüedades en busca de un anillo, ya que desea cambiar el suyo que tiene una extraña bandita. La chica centra su atención en un anillo con una joya verde y convence al joven encargado de la tienda (Ray) de que se lo muestre coqueteando con él. Pero la joven no puede comprar el anillo ya que no está en venta, debido a que Ray lo está apartando para un cliente. Mientras Ray atiende una llamada, la chica se retira de la tienda y, poco después, llega el misterioso cliente quien le exige la joya a Ray. pero el misterioso hombre se enfurece al descubrir que su anillo ha sido sustituido por otro. Creyéndose estafado, el cliente produce una especie de rayos eléctricos por sus manos y castiga al encargado de la tienda aparentemente matándolo, mientras en la calle la chica oye los gritos del hombre y contempla el anillo que recién robó.
En Gruta de Cristal, Daphne le cuenta a Scooby sus problemas personales, mientras Shaggy ordena lo que van a comer. Vilma está dándole un recorrido a Mai Lee, una chica asiática que resulta ser la misma que robó el anillo, y que ha venido como alumna de intercambio a la secundaria, cambiando lugar con Agua de Perros Calientes, una extraña chica nerd que parece ser la enemiga de vilma. En el restaurante el Café de Chen, al ser presentada con los chicos, Mai Lee conoce a Shaggy de quien comienza a sentirse atraída. Daphne está muy emocionada por una cena conmemorativa donde ella y Freddy anunciarán su noviazgo ante sus padres, y desea dar ante ellos la mejor impresión posible. Mientras tanto, el alcalde Jones está muy ocupado mostrándole la ciudad al Sr. Wang, un inversionista proveniente de China que es invitado a la cena en la mansión Blake.
La noche de la cena, Shaggy nota lo que Mai Lee siente por él, y decide tratar de acercarse a ella. Barty Blake se prepara para dar inicio oficial a la comida pero, antes de que pueda hacerlo, todos los presentes comienzan a ser atacados por un hechicero de túnica roja quien les advierte que deben alejarse del corazón del dragón. Fred trata de usar una de sus trampas instaladas en la mansión Blake para capturarlo, pero el hechicero escapa y la sala de los Blake queda completamente destruida, molestando a ambos padres que no aprueban a Freddy como un buen novio y aullentando al Sr. Wang.
Los chicos tratan de investigar buscando algunas pistas, y descubren un té escarlata chino, el cual se ponen a buscar en el único lugar de gruta de cristal donde podrían venderlo: "El café de Chen". La relación de Mai Lee y Shaggy comienza a crecer mientras pasan más tiempo juntos, a tal punto en que no sólo afecta a Vilma poniéndola cada vez más y más celosa, sino también a Scooby; y por si fuera poco Daphne se molesta con Fred por su ahora más descontrolada obsesión con las trampas, que a veces lo distraen y lo hacen cometer tonterías, arruinando su iniciada relación con Daphne.
Esa noche, la máquina del misterio comienza a recibir el ataque de un hechicero de color blanco quien pronto se arma en un duelo espectacular con el hechicero rojo. En medio de la batalla en el aire, Vilma se percata de que el hechicero blanco usa tres anillos idénticos al de Mai Lee. Los chicos tratan de huir de la batalla en la camioneta. En la persecución, el hechicero blanco deja fuera de combate al hechicero rojo y atrapa a Mai Lee, dispuesto apoderarse del anillo de la misma, pero es rescatada por la pandilla. Ya a salvo, Vilma lleva a Mai Lee a su casa, donde la chica se ha estado quedando desde que llegó a América. Mai Lee le insinúa que quiere estar con Shaggy, pero Vilma le advierte que se aleje de él. De pronto, son interceptadas por el hechicero blanco quien a pesar de ser casi derrotado por las artes marciales de la asiática, al final logra escapar con el anillo.
En el café de chen, los chicos discuten sobre que aún no han encontrado nada sobre el corazón del dragón, y Chen (el dueño del restaurante) admite frente a los chicos ser el hechicero rojo. El hombre les explica que se convirtió en hechicero por un legado de proteger el corazón del dragón que es un enorme rubí escondido en la estatua de dragón ubicada en su mismo restaurante. Sabiendo esto, los chicos atraen al hechicero blanco a la tienda y lo capturan, quien resultó ser ¡el Sr. Wang!, desesperado por encontrar el corazón del dragón, el Sr. Wang vino a Gruta de Cristal dispuesto a obtener el rubí y para poder obtenerlo necesitaba los cuatro anillos juntos, por lo que se vio obligado a perseguir a Mai Lee hasta conseguir robarlo. 
Con Wang capturado, Mai Lee le regresa los anillos a la pandilla entregándoselos a Shaggy, y se despide para regresar a China, rechazando una invitación del adolescente para una cita. Shaggy, quien en verdad creyó que Mai Lee estaba enamorada de él, se siente devastado viéndola marcharse para siempre, pero, sorpresivamente, Vilma lo consuela, ofreciéndose a ayudarlo a alcanzar a Mai Lee cuando esté por irse en el aeropuerto. Entonces, Shaggy finalmente se percata del gran dolor que le hizo pasar a la pequeña castaña desde su separación, y queda conmovido ante el hecho de que Vilma haya superado todo el rencor y los celos que sentía para ayudarlo, confirmando que, pese a todo, su amistad ha quedado intacta.
Unas cuantas horas después, Mai Lee trata de escapar de Cueva Cristal en un barco con el corazón del dragón, el cual robó en el momento que el Sr. Wang fue arrestado con ayuda de los anillos. De repente aparece Shaggy, quien se enfrenta a ella y le confiesa que siempre supo de sus malévolas intenciones, y logra quitarle el rubí. Mai Lee persigue a Shaggy para robarle el rubí pero queda atrapada por una trampa de Freddy. Dándose cuenta de que a Shaggy le duele descubrir que todo fue una mentira, Vilma le grita a Mai Lee que Shaggy es mucho para ella, pese a sus defectos. Los Blake quedan impresionados por las habilidades de Freddy que sí funcionó y ven al mismo con menos odio, pero cambian de opinión cuando son atrapados por otras trampas que el muchacho deliberadamente puso en el bote.